# Good morning (エレファントカシマシのアルバム)
『good morning』（グッドモーニング）は、エレファントカシマシの11枚目のオリジナル・アルバム。東芝EMI/FAITHFUL.から2000年4月26日に発売された。

## 概要
前作より1年4ヶ月ぶり、東芝EMI移籍後初アルバム。先行シングル3曲収録。2013年9月11日にSHM-CD仕様で期間生産限定盤で発売。

## 音楽性
本作は宮本による打ち込みが多用されているため他メンバーがスタジオ入りする前に、全てのパートを一人で収録をこなし完成させた楽曲も存在する（「眠れない夜」「ゴッドファーザー」「good morning」「精神暗黒街」「I am happy」の5曲）。メンバーが参加・演奏するのはライブのみとなり、事前に承諾を得た（宮本の発言・金子達仁著「21」より）。
この打ち込みを多用した作風は当時の宮本が好んでよく聴いていたレイジ・アゲインスト・ザ・マシーン、ナイン・インチ・ネイルズの影響からである。
本作のデモテープは前作に続きカセットMTRとリズムマシンで制作されている。
初めてPro Toolsをレコーディングで使用制作。「デモテープのような荒々しい音にしたい」宮本の要望が有り、ギターの音をラジカセで再生して録音したり、石森所有TASCAMの8chカセットMTRをアウトボードとして使用。リズムマシンのメイン機材は宮本所有のYAMAHA 『RY-10』。

## 収録曲
全作詞・作曲・編曲：宮本浩次（注記を除く）
1. ガストロンジャー (5:22)
  - 編曲：宮本浩次・根岸孝旨
  - 21stシングル。
  - 本作で唯一メンバー全員がレコーディングに参加している。
2. 眠れない夜 (5:08)
3. ゴッドファーザー (4:19)
4. good morning (5:40)
5. 武蔵野 (4:38)
  - 23rdシングルC/W曲。シングル版と異なる。ギター・レコーディングで石森が参加。
  - 5・6曲目間のギャップ部に通常入る無音ではなく電子音を約40秒収録。タイトルは不明。歌詞ブックに収録時間が記載されているが、同曲は5・6曲目ではない。配信音源には未収録。ベスト盤『EMI 胎動記』ではCD・配信共に電子音は収録）。
6. 精神暗黒街 (4:19)
7. 情熱の揺れるまなざし (4:40)
  - ベースは高緑が演奏している。
8. I am happy (3:29)
9. 生存者は今日も笑う (3:14)
  - ドラムは打ち込みではなく、冨永が演奏している。
10. so many people(good morningヴァージョン) (4:33)
  - 22ndシングルのアルバムバージョン。高緑が原曲と同じくベースを演奏したが、リズムは打ち込みでギターも差し替えられている。また、歌詞（コーラス部分）が一部異なっている。
11. Ladies and Gentlemen (0:14)
  - 歌詞は非常に短い。エコーが掛かっている。次曲「コール アンド レスポンス」の間奏曲のような位置づけで、ベスト盤『EMI 胎動記』にも本曲と「コール アンド レスポンス」が選曲され曲順も連続して、短いながら収録されている。元々は事前に発表した曲数にレパートリーが足りなかったことから、急遽加えられたものである。
12. コール アンド レスポンス (5:42)
  - 同日発売の23rdシングル。 シングルとはミックスが異なる。石森もギターを演奏。